# Gigatron
Gigatron, également typographié Gigatrón, est un groupe parodique de heavy metal espagnol, originaire de Valence, Communauté valencienne. Formé en 1997, le groupe se compose de trois membres : Charly Glamour (chant), Frank el Tachas (guitare) et Miki Ferralla (basse). Se joignent postérieurement au groupe Vinnie The Butcher et Mazinguer Metal.

## Biographie
Gigatron est formé en 1997 à Valence. La même année, le groupe enregistre une démo intitulée Huracanes del metal (Live in Donington 97) publiée uniquement dans la région valencienne. En juin 1998 sort le premier album studio du groupe, intitulé Los dioses han llegado, qui se compose de 14 chansons. Gigatron explique d'ailleurs s'inspirer de groupes comme Manowar, Kiss, Europe, et AC/DC. Pour la chanson Del cielo a Teruel, notamment, ils s'inspirent de Highway to Hell d'AC/DC.
En 2005, le groupe publie son deuxième album studio, Mar de cuernos. Il s'accompagne d'un code à mettre sur Internet afin de télécharger Hitthrashit, un album publiée gratuitement pour des raisons juridiques.
En mars 2012, après plusieurs années d'absence, Gigatron annonce une tournée internationale appelée Metalocracia Tour. En juin 2013, le groupe publie la chanson Rollo Primitivo issue de son album à venir. En 2014, le groupe publie un nouvel album studio intitulé Atopeosis 666. Ils partent en tournée nationale pour la promotion de l'album.
Le 12 avril 2016, le groupe fait un concert acoustique au Leyendas del Rock avec Eluveitie.

## Membres

### Membres actuels
- Mike Ferralla – guitare (?-2005), basse (depuis 1997)[1]
- Charly Glamour – chant (1997-2005, depuis 2012)[1]
- Dave Demonio – guitare (depuis 2012)[1]

### Anciens membres
- Mazinger Molina – basse (?-2005), batterie (2012-2015)[1]
- Bestia Indomable – batterie (1997-2005)[1]
- Frank el Tachas – guitare (1997-2005)[1]

## Discographie

### Albums studio
- 1998 : Los dioses han llegado
- 2005 : Mar de cuernos
- 2014 : Atopeosis 666

### Autres
- 1997 : Huracanes del Metal (Live in Donnington 97) (démo)
- 1998 : Viva el Calimocho / The Peto el Caca (démo)
- 2005 : Hitthrashhit (El disco Fantasma) (EP)
- 2012 : Apocalipsis Molón (single)
- 2012 : Heavy hasta la muerte (single)
- 2013 : Rollo Primitivo (single)